# Алшихово
Алши́хово (чув. Алшик) — посёлок (до 1940 — деревня) в Ибресинском районе Чувашской Республики Российской Федерации. Расположен в 500 метрах от железнодорожной станции «Разъезд 275 км» Горьковской железной дороги, на левом берегу малой реки Шурлахвар. Основан в 1928 году. День посёлка отмечается в середине августа.
Посёлок относится к Климовскому сельскому поселению, административным центром которого является село Климово. Органом принятия решений также является сход граждан посёлка.
В посёлке одна улица — ул. Лесная. Население — 26 человек (2015). По состоянию на 2011 год количество дворов в посёлке — 18. Населённый пункт (с 1990) относится к числу неперспективных деревень с быстро сокращающимся населением.

## Название
Название посёлка произошло по наименованию поляны Алшиха (чуваш. — Алши́к уйе), на которой был построен первый дом будущей деревни. Распространена версия, которой придерживается исследователь чувашских топонимов И. С. Дубанов, согласно которой населённый пункт получил своё название по имени своего основателя, которого звали Алших (Алшик).
Похожее наименование населённого пункта встречается в Республике Татарстан: Альшихово (чув. Алших) — преимущественно чувашское село в Буинском районе Татарстана, согласно легенде, основанное чувашом по имени Алшик. Имя Алшик применительно к географическим объектам Чувашии также встречается в романе чувашского писателя Ф. Е. Уяра «Тенета» (чуваш. — «Таната»), в котором упоминается «овраг Алшика» (чуваш. — Алшик варĕ), по сюжету романа расположенный близ деревни Акрамово Моргаушского района Чувашии.

## Физико-географическая характеристика

### Географическое положение
Территория посёлка расположена в пределах Чувашского плато, являющегося частью Приволжской возвышенности, на высоте 158 метров над уровнем моря.
Посёлок находится на границе Ибресинского района с Янгличским сельским поселением Канашского района недалеко от другого центрального района Чувашии — Вурнарского. Территория посёлка занимает 15 га. Северо-восточный край деревни граничит с лесом (южной границей квартала 48 и западной границей квартала 49 Шихранского лесничества Канашского лесхоза), юго-западный — с полем (земли сельскохозяйственного назначения колхоза «Красный фронтовик»). Посёлок находится в низине, ниже центральной части Климовского сельского поселения.
Северная граница посёлка Алшихово начинается в точке пересечения середины грунтовой дороги с серединой ручья (реки Шурлахвар) и проходит в восточном направлении по середине ручья вверх по течению, пересекая середину северного пруда, проходя по дну оврага, поворачивает на юго-восток и идёт до существующей границы с Канашским районом. Восточная граница проходит в южном направлении по существующей границе с Канашским районом — с западной границей леса Шихранского лесничества — до дна оврага. Южная граница проходит в западном направлении по дну оврага, затем по середине ручья, пересекая середину южного пруда до пересечения с серединой грунтовой дороги. Западная граница проходит в северо-западном направлении по середине грунтовой дороги до пересечения с серединой ручья.
Расстояние до города Чебоксары — 113 км; до районного центра — посёлка Ибреси — 18 км; до ближайшего города — Канаш — 23 км; до ближайшего села Климово — 4 км; до ближайшей деревни Мерезень — 2 км. До деревни Тойси-Паразуси, также входящей в состав Климовского сельского поселения, — 8 км. Недалеко расположены также деревни Новое Климово Новочурашевского сельского поселения (4 км) и Молния Большеабакасинского сельского поселения (4 км). До ближайших населённых пунктов Канашского района: до деревни Новые Шорданы — 3 км, до деревни Бугурданы — 5 км. До ближайших населённых пунктов Вурнарского района: до деревни Кольцовка — 7,4 км. До посёлка Вурнары — 17 км.
Посёлок расположен рядом со смешанным лесом, от колхозного поля отрезан неглубокими оврагами, глубина которых достигает 3—8 м. Рядом с посёлком протекает малая река — Шурлахвар. Участок земли, на котором расположен современный посёлок Алшихово, жителями северных окрестностей — Татмышской округи (чуваш. — Татмăш тăрăхĕ) — называется Типуй (Типой, Тюбой) (чуваш. — Тĕпуй).
По краям посёлка находятся два пруда; имеется один частный пруд. В 8 км от посёлка расположено озеро (водохранилище) Рассвет, в двух километрах от посёлка проходит воздушная линия электропередач — транзитная линия ВЛ-110 кВ «Канаш—Буинск» Южного производственного отделения филиала ОАО «МРСК Волги» — «Чувашэнерго». В трёх километрах восточнее посёлка расположена Глухариная роща с несколькими жилыми постройками.
Посёлок, как и вся Чувашская Республика, живёт по московскому времени.

### Климат

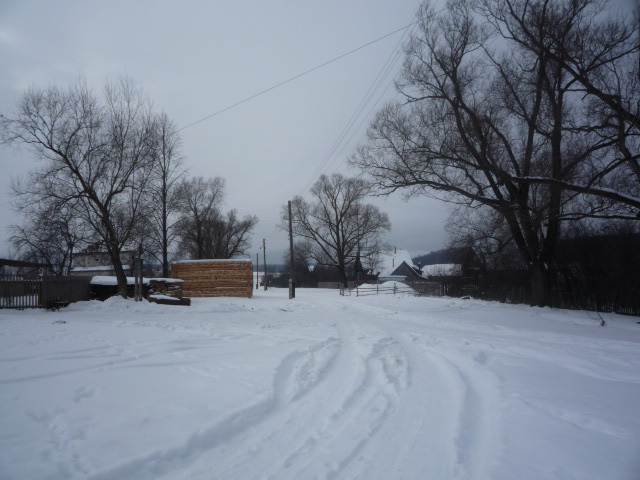
Улица в посёлке Алшихово зимой 2009 года

Посёлок расположен в зоне умеренно континентального климата с продолжительной холодной зимой и тёплым, иногда жарким, летом. Число часов солнечного сияния за год составляет около 1937 — 46 % от возможных. Наиболее солнечным является период с апреля по август. За год в среднем бывает 95 дней без солнца.
Среднегодовая температура воздуха равна +2,9 °C. Амплитуда колебаний температуры воздуха довольно велика. Самый холодный месяц — январь, среднемесячная температура — −12,3 °C. Самый жаркий — июль, среднемесячная температура — +18,7 °C. Господствующие среднегодовые ветра — юго-западные. В холодную половину года увеличивается повторяемость южных ветров, а в тёплую половину года — северных. Абсолютный минимум температуры — −42 °C. Абсолютный максимум температуры — +37 °C. Период активной вегетации растений, когда среднесуточная температура выше +10 °C длится с начала мая до середины сентября, продолжается 133 дня. Безморозный период длится 148 дней. Первый заморозок в среднем — 2 октября, последний — 6 мая.
За год среднее количество осадков составляет 530 мм. Осадки тёплого периода составляют приблизительно 70 %. Летние осадки носят ливневый характер и сопровождаются грозами, максимум осадков приходится на июль — 70 мм. Устойчивый снежный покров образуется в середине ноября и лежит в течение 5 месяцев. Высота снежного покрова за зиму достигает 43 см. Среднегодовое значение относительной влажности воздуха равно 75 %. Май и июнь — самые сухие месяцы. Среднемесячное значение относительной влажности не превышает 64 %, а в холодный период с октября по март — 88 %. Из неблагоприятных явлений погоды следует отметить туманы и метели, число дней которых в году составляет соответственно 24—44 и 54. К одному из опасных метеорологических явлений также относятся засухи. Засухи сопровождаются суховеями, которые бывают практически ежегодно — слабые, средние 8—9 раз в 10 лет, суховеи интенсивные 3—4 раза в 10 лет.

### Растительный и животный мир

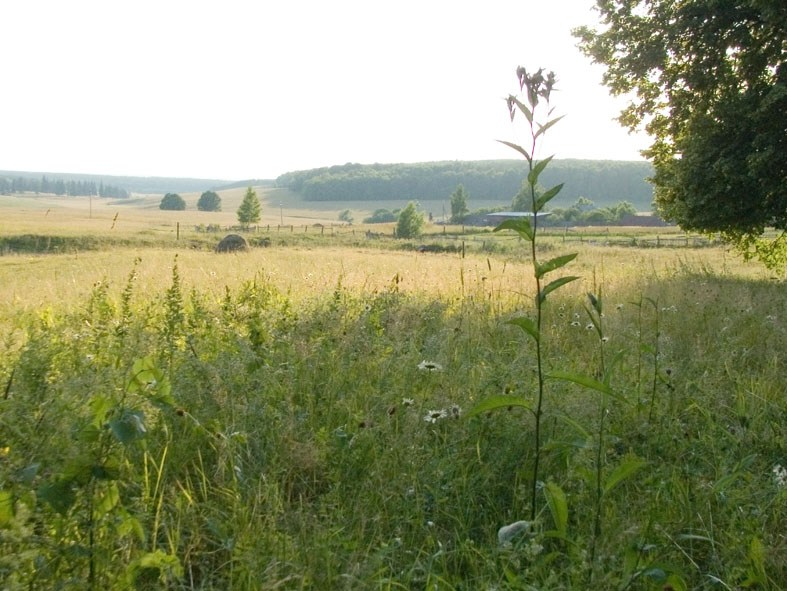
Окрестности посёлка Алшихово (2006)

До 1990-х годов в большом (северном) пруду (запруда речки Шурлахвар) обитали ондатры; из рыб — караси, огольцы. Позднее (до практического исчезновения в засушливое лето 2010 года) — ротаны, бычки. Среди представителей фауны прудов и речки — также лягушка, водомерка и другие.
Из лесной фауны: ёж, крот, бурундук и другие виды. Объектами охоты являются белка, заяц, лесная куница, лиса, лось, кабан, лесной хорёк. Ранее в лесу обитали соболь, медведь, рысь, олень европейский, косуля, волк. Полевой животный мир представлен такими видами как: тушканчик, суслик, хомяк, полевая мышь и др. Много видов птиц, в их числе: сова, ястреб, клёст, снегирь, ласточка, воробей, жаворонок, стриж, дятел, кукушка, тетерев, рябчик, глухарь, дрозд, поползень, синица, горихвостка, рябчик, куропатка, коростель, сокол, а также другие. С конца 1990-х годов у Шурлахвар на опушке гнездится белый аист. Среди представителей фауны посёлка и его окрестностей также: летучая мышь, ящерица, жаба, гадюка, уж, медянка, а также множество видов насекомых. Насекомые, в частности, представлены муравьями (в лесу — рыжий лесной муравей), медведками, божьими коровками, стрекозой, мягкотелками, клопами-солдатиками и др. Бабочка павлиний глаз — типичный представитель чешуекрылых посёлка.
Растительность представлена лесом, кустарниковыми зарослями по пойме реки, лугами, культурной растительностью полей и участками естественной степной растительности. На северной стороне посёлка расположена берёзовая роща, восточная часть примыкает к ельнику. В травостое преобладает разнотравье. В составе флоры имеется большое количество полезных растений. Обширная территория выделена под сенокос.

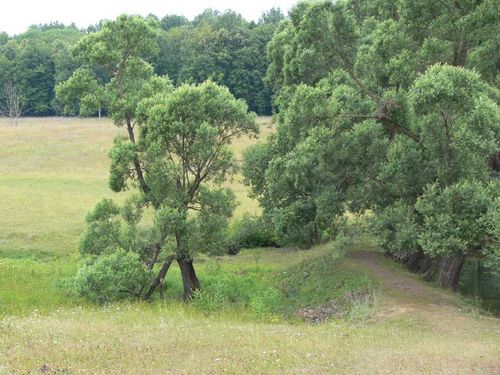
Запруда у посёлка Алшихово (2006)

Из лесной флоры преобладают мягколиственные породы деревьев: берёза, осина, ольха, липа, тополь, ива. Распространены также: вяз, дуб, клён. Из хвойных пород сосна, ель, лиственница. По возрасту преобладают молодняки и средневозрастные насаждения. В лесу и по окрестностям посёлка также распространены: лещина, дикие груши и яблони, черёмуха, рябина, сирень и множество других видов. Лесные насаждения богаты растениями, обладающие фитоницидными и лекарственными свойствами. Травянистые лекарственные растения представлены такими видами, как: багульник, ландыш, валериана, можжевельник, одуванчик, крапива, полынь, подорожник, пастушья сумка, лопух и др. Всего более 30 видов лекарственных растений. Также распространены такие виды, как: папоротник, борец высокий, чебрец, тимофеевка, тонконог, костёр, смолёвка, горицвет, жимолость, боярышник, мята, кислица, шиповник, крушина. Медоносы: липа, кипрей, медуница, клевер белый и др. Из гуттоносов — бересклет бородавчатый. В травостое также — ветреница, хохлатка, первоцвет, сныть, звездчатка, копытень и др. Улица посёлка засажена деревьями: ива, берёза, липа, ель.
В лесу и на лугах произрастают съедобные ягоды: малина, брусника, земляника, клюква, костяника, рябина, смородина, черника, калина, морошка, а также съедобные растения — тмин, щавель конский. В лесу много грибов: грузди, опята, лисички, сморчки, подберёзовики, маслята, белый гриб, а также мухоморы, бледная поганка, множество других.
Местность признавалась живописной, что было отмечено на Всероссийской студенческой научно-практической конференции в городе Набережные Челны 16 апреля 2010 года, где также прозвучали тезисы о возможной организации туристического комплекса в посёлке Алшихово. Чувашский поэт и журналист Геннадий Кузнецов в одном из своих очерков пишет: «Алшихово — это богом данный уголок. До чего же хорошо поют там птицы на майских зорях! Соловей подаёт свой голос в черёмушнике, другой откликается ему в ивовых кустах. Птичий мир заливается, стрекочет, щебечет. Великую тайну открывает здешняя природа, которая доступна лишь задумчивому человеку, приглашённому на пир земной красоты.» В другом очерке замечает: «Какие здесь живописные места: смешанный лес. Свалившиеся старые липы, от корней которых пошли молодые деревья. <…> Вот бежит тропинка от посёлка к большаку, перекинулась через косогор, повиляла по зелёному лугу, нырнула в перелесок, сошлась там с другой, и вместе они опять выскочили на большак». Поэт пишет, что здесь «воздух, пропитанный запахом спелой малины и ароматных яблок».

## Экология и проблемы

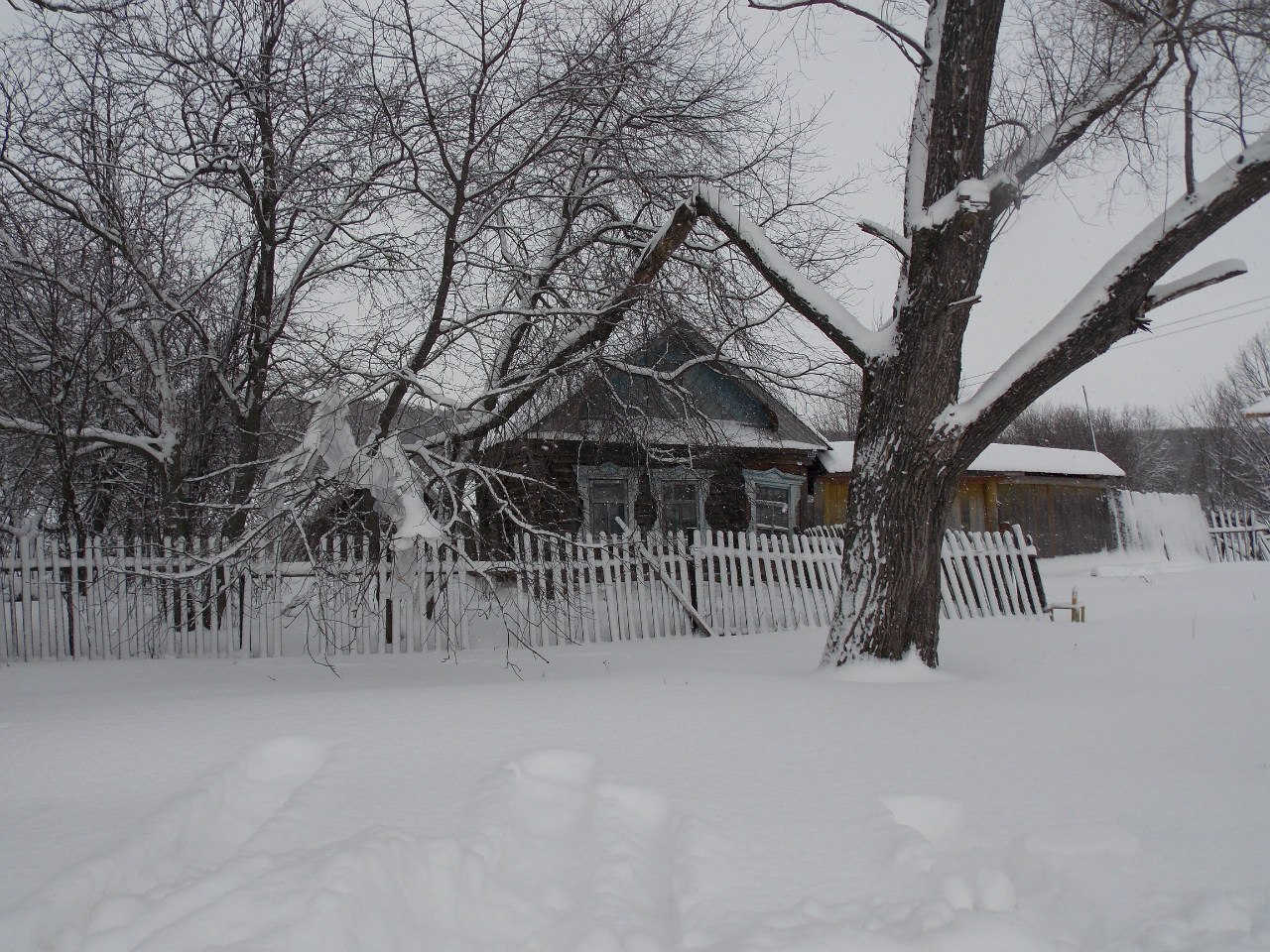
Заброшенный дом в Алшихово

Населённый пункт (с 2006) относится к числу бесперспективных деревень с быстро сокращающимся населением. Жители посёлка уезжают на постоянное местожительство в соседние сёла и города Чувашской Республики. Большинство дворов заброшены и заросли бурьяном, большинство жителей — лица пенсионного возраста.
К факторам, обозначающим бесперспективность деревни относятся также: высохший пруд, отсутствие водоёмов для купания, находящийся рядом скотомогильник, разбитые подъездные дороги, отсутствие твёрдого покрытия на поселковой улице, отсутствие рождаемости, отсутствие правоохранительной защиты (повышенная криминогенная обстановка), отсутствие транспортного сообщения для рабочих и школьников, отсутствие сервиса по вывозу мусора, дальность медицинских учреждений, отсутствие чистки дорог от снега, сокращение пригородных поездов, отсутствие предприятий торговли, отсутствие ухода за лесной инфраструктурой, заражение деревьев близлежащего леса, высокая пожароопасность при отсутствии пожарных прудов, отсутствие Интернета, отсутствие корректного приёма сотовой связи, некомфортная фауна (комары, мухи, мошки, слепни, змеи, куницы).

## История

### Местность до основания деревни

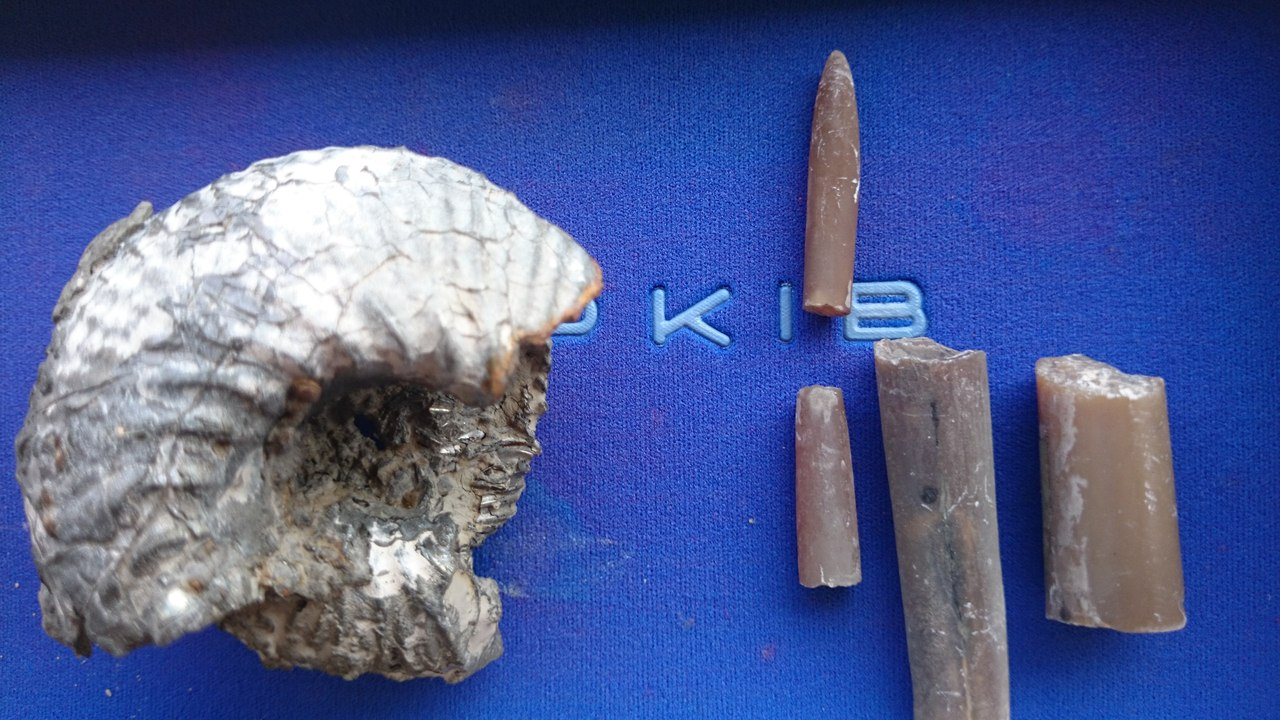
Аммонит и белемниты, обнаруженные в Алшихово при бурении колодца в 2014 на глубине 15 м

Миллионы лет назад территория находилась под морскими (океаническими) водами, о чём, в частности, свидетельствуют обнаруженные в речке Шурлахвар окаменелости вымерших моллюсков — аммонитов и белемнитов.
О древних обитателях окрестностей местности свидетельствует обнаруженный в 5 км к юго-западу от посёлка Алшихово (около деревни Тойси-Паразуси) археологический памятник бронзового века II — начало I тысячелетия до н. э.) — курган.
С X века местность находится на территории Волжской Булгарии, которая в 1230-х была завоёвана монголо-татарами и к 1241 году включена в состав Золотой Орды. К началу XV века территория примыкала к расположенному к юго-востоку Дикому полю. В начале XV века после распада Золотой Орды местность оказалась на территории образовавшегося в 1438 году Казанского ханства, а в 1551 году со всей Горной стороной отошла к Русскому царству. Территория к северу от местности (Татмышская округа) осваивалась уже накануне присоединения чувашского края к Русскому государству преимущественно путём выкорчёвки леса для пашни. По территории близ современного посёлка проходила дорога (Хирçуль) с выходом в «Дикое поле».
С 1552 года территория в составе Свияжского уезда Казанского царства, а с конца XVI века — в составе Цивильского уезда, выделившегося от Свияжского уезда. В XVII веке началось заселение южных окрестностей — территорий по реке Хоме и её притокам — переселенцами-чувашами из северо-восточных и восточных районов Горной стороны и из Заказанья. Участок земли, называемый Типой, до его освоения климовцами входил в зону влияния жителей Татмышской округи. На Столистовой карте (издание 1816 года) речка Шурлахвар обозначена как Тюбой.
Окрестности поляны Алшик связаны с железной дорогой, построенной в начале 1890-х годов. В июне 1890 года в Цивильский уезд была направлена экспедиция для выявления возможности прокладки железнодорожной линии в пределах Казанской губернии. 15 июня 1891 года вышло распоряжение императора Александра III, которое разрешило Акционерному обществу Московско-Казанской железной дороги приступить к строительным работам от Рязани до Казани. В рамках строительства этой дороги с осени 1891 года прокладывалась линия между станциями Сасово и Свияжск. Управление Московско-Казанской железной дороги выбрало расположенное в 18 км от поляны Алшихово чувашское селение Ибреси местом, рядом с которой расположилась одноимённая станция на линии между городом Алатырь и посёлком Шихраны (с 1925 — город Канаш). Линия прошла в 600 метрах от территории будущей деревни и вступила в строй 22 декабря 1893 года.
В годы Столыпинской аграрной реформы (1910) участки в Типуй (Тюбой, Типой), которые в виду отдалённости мало обрабатывались, были закреплены в пользование десяти семей из деревень Средние Татмыши и Нижние Татмыши, входивших в XIX веке (до 1927) в состав Новомамеевской волости Цивильского уезда. В период Гражданской войны вся территория волости находилась в тылу Красной Армии. С 24 июня 1920 года Цивильский уезд был передан в подчинение вновь образованной Чувашской автономной области. 5 октября 1920 года в составе Цивильского уезда был образован Ибресинский район (в составе которой окажется поляна Алшихово), который был упразднён 22 июня 1921 года в связи с образованием самостоятельного Ибресинского (Батыревского) уезда. На 1923 год поляна Алшиха — самая северная точка Батыревского уезда (с 21 апреля 1925 года уезд в подчинении Чувашской АССР), относится к Хормалинской волости.
На 1926 год поляна Алшиха была расположена к югу от 42 квартала Шихрановского лесничества на территории Ново-Мамеевской волости Цивильского уезда. Земли вокруг поляны Алшиха так и не были освоены жителями деревень Средние Татмыши и Нижние Татмыши, и вскоре, как отмечает краевед В. Н. Алексеев, «самовольно были заняты жителями дер. Климово», расположенной в соседнем Ибресинском районе.

### 1928—1953
В конце 1920-х годов многие жители крупных населённых пунктов Ибресинского района, расположенных в степной зоне, стали переселяться в лесные зоны. Посёлок ведёт свою историю с 1928 года, когда уроженец близлежащего села Климово Данил Михеев на поляне Алшихово (чув. — Алшик уйӗ), в 600-х метрах от которой в лесу проходил участок Московско-Казанской железной дороги НКПС СССР, построил дом близ оврага на северо-восточной стороне будущей деревни. Среди первых поселенцев также были Илья и Надежда Михеевы. Ближайшей действующей железнодорожной станцией в 1928 году был остановочный пункт Янгличи, открытый ещё в 1893 году. В этом же 1928 году была основана расположенная в 2 км деревня Мерезень. В это время (1927—1929) председателем Климовского сельского Совета был Н. Т. Тимофеев; председателем вновь образованного в селе Климово колхоза (с 1932 года — «Красный фронтовик») был С. М. Шемякин.
Зимой — в начале 1929 года — решение о переселении к опушке леса было принято другими выходцами села Климово. Климовцы, по национальности чуваши, Тимофей и Андрей Михеевы, Павел Бронников, Егор Ширлов, Трофим Анисимов и Иван Батырев сразу после таяния снега начали строить деревянные дома (главным образом, из соснового сруба). В мае этого же года в деревне состоялась первая свадьба: один из её первых поселенцев 20-летний Илья Федотович Михеев, поселившийся в доме на юго-восточной стороне деревни между лесом и деревенским оврагом, взял в жёны жительницу соседней деревни Новое Климово — Надежду Сергеевну; впоследствии новая семья воспитала семерых сыновей и дочь.
В дальнейшем во вновь образованную деревню стали переселяться другие жители села Климово. Число домов также увеличивалось за счёт выхода из родительских домов повзрослевших детей первых поселенцев. Жители деревни Алшихово с момента её образования и в 1930-х годах участвовали в народных праздниках, организуемых жителями сёл Климово и Новое Чурашево.
В 1930 году — с началом коллективизации в СССР — хозяйства деревни вошли в состав колхоза «Молния», в который вошли также хозяйства Разъезда 275 км (с 2 декабря 1935 получившего название Мерезень). Через несколько месяцев колхоз распался — алшиховцы вышли из его состава. Однако три хозяйства вошли в состав колхоза «Красный фронтовик», организованного в селе Климово, и образовали отдельную бригаду. Впоследствии первые успехи стали поводом к вступлению в колхоз других хозяйств алшиховцев.
29 августа 1931 года Алшихово было определено в подчинение Климовского сельского Совета Ибресинского района Чувашской АССР.

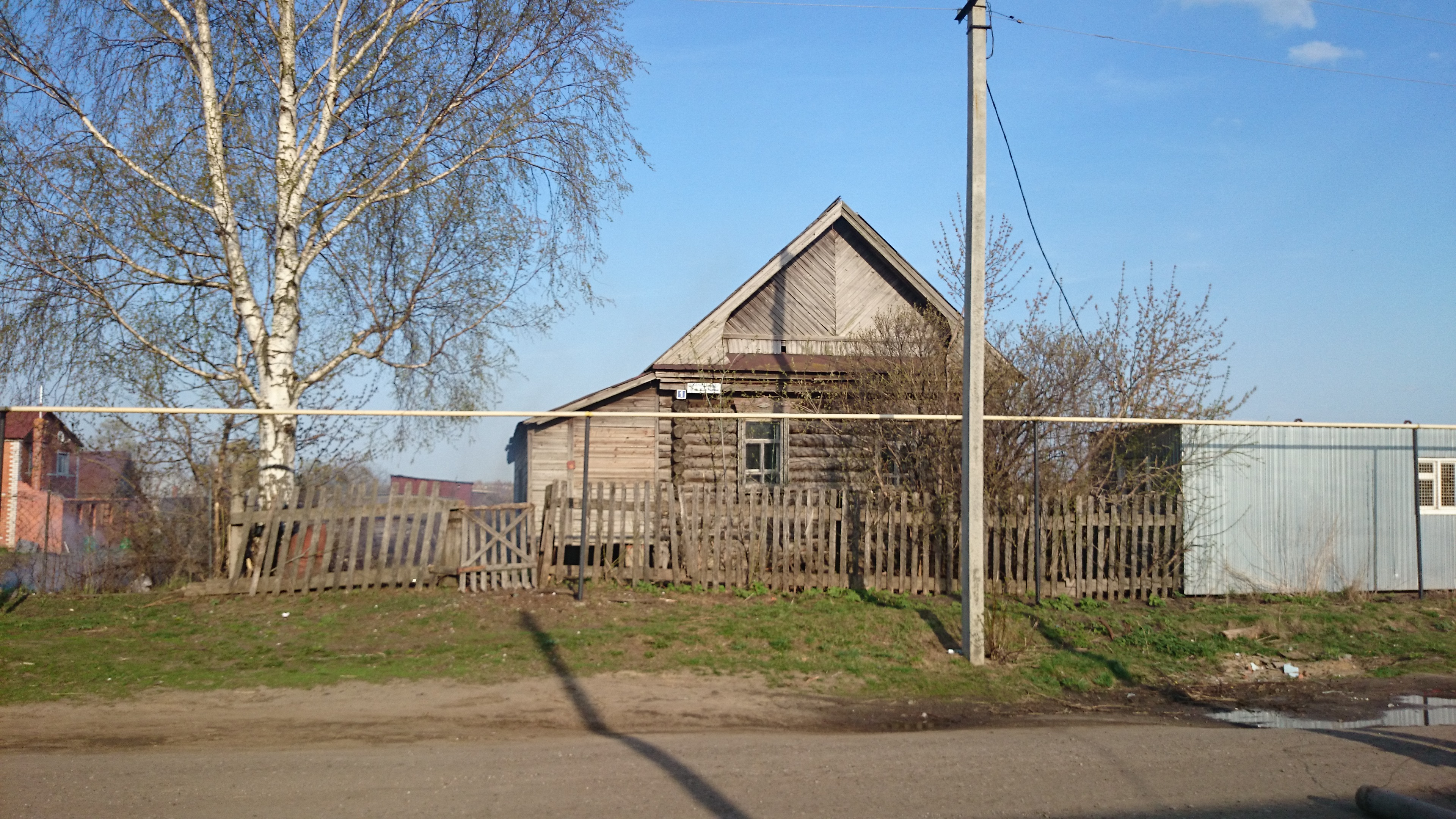
Бывшее здание правления алшиховского колхоза (2014, Климово)

В 1931 году на территории деревни была образована сельскохозяйственная артель (колхоз) «Алшихово». В результате, многие хозяйства алшиховцев вошли в колхоз вторично. Первым председателем нового колхоза стал Михеев Иван, которому помогал счетовод Печников Николай. Вторым председателем колхоза стал Тихомиров Иван.
До того, как было построено отдельное здание, колхозные лошади содержались в личном хлеву одного из колхозников. Вскоре на восточной стороне деревни для колхоза отдельно были построены также хлевы для коров и овец, кузница, клети, здание правления. В здании колхозного правления также располагался деревенский клуб. Кроме того в лесу отдельно была организована колхозная пасека.
Позже, в 1930-х годах, алшиховский колхоз «Алшихово» вопреки воле большинства колхозников был объединён с колхозом «Мерезень», образованном в соседней деревне Мерезень. Решение об объединении колхозов было принято по инициативе руководства Ибресинского района на собрании, проведённом в Мерезени в связи с крупным пожаром, случившемся после возгорания стогов сена колхоза «Мерезень». Объединённый колхоз получил название «Красная звезда». К 1941 году в колхозной пасеке было 75 ульев.
В 1940 году деревня получила статус посёлка. В этом же году на близлежащей Казанской железной дороге (была выделена из состава Московско-Казанской железной дороги в 1936 году) был открыт «Разъезд 275 км», сыгравший существенную роль в жизни алшиховцев (в частности, это позволило жителям посёлка ездить за покупками пригородным железнодорожным транспортом в города Канаш или Алатырь).
С началом Великой Отечественной войны на фронт отправились 10 алшиховцев, 6 из которых погибли, а двое вскоре после войны умерли от полученных ранений. Алшиховец Кузнецов Сергей Яковлевич (род. в апреле 1906, Климово) отправился на фронт в возрасте 35 лет, в звании старшины служил в штабе 415-й стрелковой дивизии; погиб 10 марта 1942 года в районе деревни Березки Тёмкинского района Смоленской области. 8 августа 1944 года погиб в Польше один из основателей посёлка огнемётчик Егор Иванович Ширлов. В условиях нехватки продовольствия во время войны жители посёлка в лесу собирали по весне траву и сушили её чтоб в дальнейшем в течение года из неё варить суп, из поражённого картофеля жители готовили оладьи (драники).
До 1950-х годов личные хозяйства посёлка значительную часть производимой сельхозпродукции (в том числе куриные яйца, мясо и птичий пух) по фиксированным ценам сдавали государству. Колхоз «Красная звезда» в 1950-е годы был объединён с колхозом «Красный фронтовик». В 1951 году в 10 км от посёлка был открыт разъезд 265 км Казанской железной дороги. Это время характерно заболеваемостью трахомой.

### 1954—1990
Жизнь колхозников-алшиховцев с 1957 по 1969 год связана с именем председателя колхоза «Красный фронтовик» В. М. Родионова.
17 октября 1958 года жители посёлка стали свидетелями произошедшей в 21:00. в 11 км к северу от посёлка (около железнодорожной платформы Апнерка, расположенной в Вурнарском районе) крупной авиакатастрофы самолёта Ту-104А, в результате которой погибли 73 человека, среди которых были представители китайской и северокорейской партийно-правительственных делегаций (комсомольский актив).

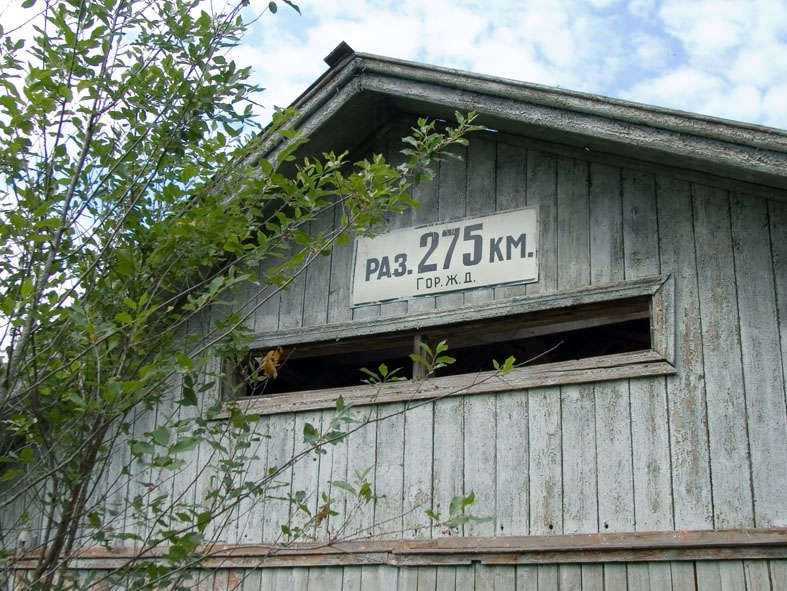
Табличка с наименованием близлежащей железнодорожной станции «Разъезд 275 км» на здании бывшего зала ожидания (2005) (в 2008 году здание демонтировано)

После административной реформы, в ходе которой был временно упразднён Ибресинский район, более двух лет — с 20 декабря 1962 года до 14 марта 1965 года — посёлок находился в составе укрупнённого Канашского района.
В 1964—1965-х годах студенткой Канашского педагогического училища Ольгой Андреевой из числа комсомольцев посёлка был организован вокально-хореографический коллектив, дававшей концерты в населённых пунктах округи: Климово, Мерезень, Молния. Репетиции проходили на краю леса.
В 1967 году к посёлку было проведено электричество.
В этот период жители посёлка были в основном железнодорожниками: повседневная жизнь алшиховцев была связана с обслуживанием железнодорожной станции «Разъезд 275 км», а также участка Казанской железной дороги (с 1961 года — объединённой с Горьковской) Министерства путей сообщения СССР, находящегося вблизи разъезда. Другая часть алшиховцев трудилась в колхозе «Красный фронтовик». Житель посёлка — колхозник Ильин Рава Ильич — был удостоен ордена «Знак Почёта». Обычным для быта жителей деревни был выпас большого деревенского стада. Деятельность колхоза «Красный фронтовик», игравшего важную роль в жизни посёлка, с декабря 1978 года по июль 1995 года связано с именем его председателя — Заслуженного работника сельского хозяйства Чувашской АССР Кузьмина Алексея Никитича.
Посёлок выполнял важную рекреационную функцию. Окрестности посёлка были популярными местами туристических походов. Туристы останавливались близ местного пруда, в близлежащих опушках, полянах и в туристическом домике в лесу. В летнее время посёлок был альтернативой пионерского лагеря для детей выходцев деревни. Были популярны игры: футбол, стрельба из лука, волейбол. Зимой среди молодых жителей посёлка были популярны хоккей на импровизированной площадке замёрзшего пруда, а также лыжный спорт.
До начала 1990-х годов еженедельно к «Разъезду 275 км» доставлялся вагон-магазин, снабжавший продуктами первой необходимости (хлеб, сахар, консервы, макароны, шоколад, хозтовары и др.) жителей посёлка Алшихово и других близлежащих населённых пунктов.

### После 1991

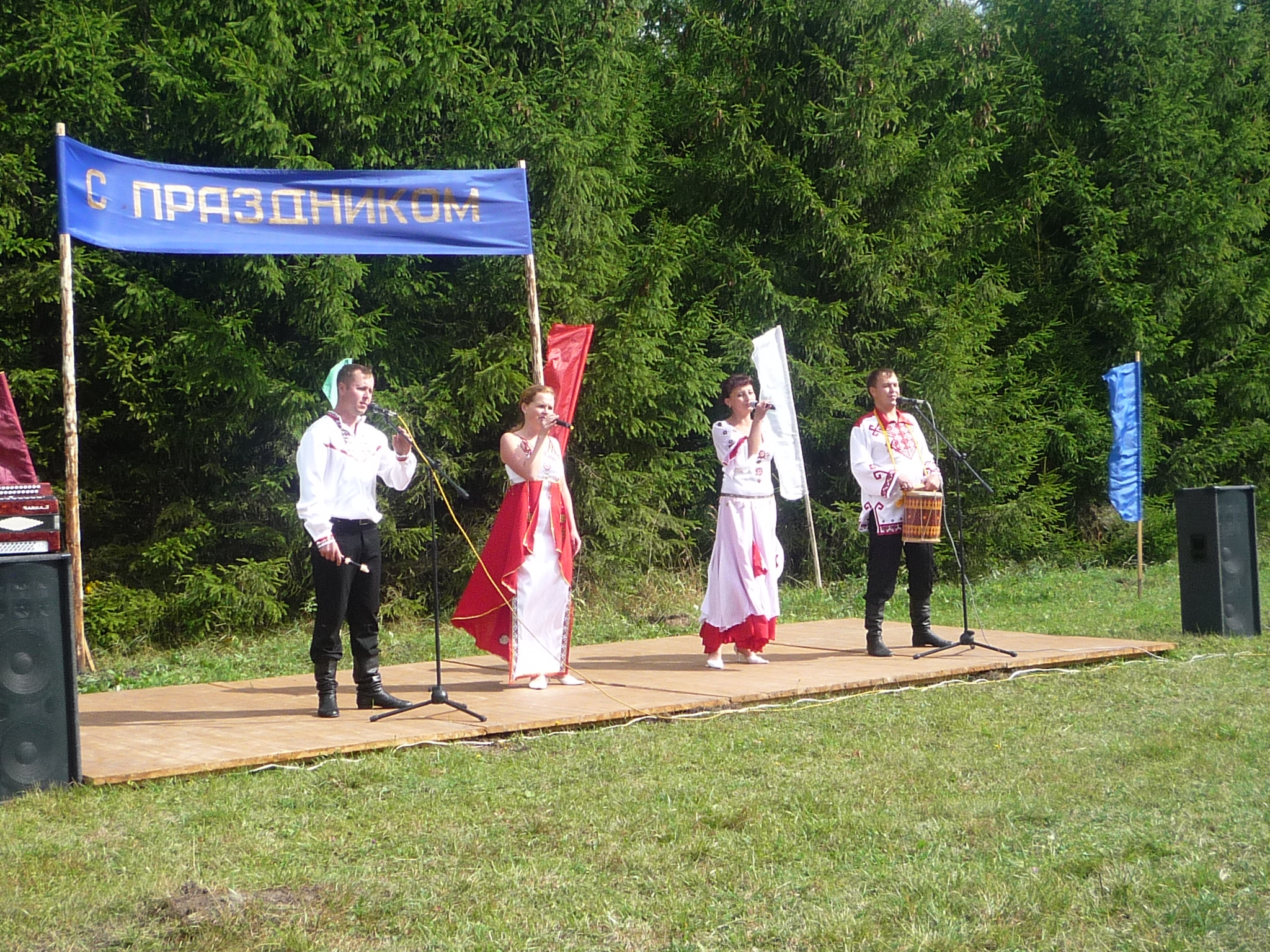
Ансамбль «Çавал» Чувашской государственной филармонии в посёлке Алшихово в день празднования 80-летия посёлка у опушки леса (15 августа 2009)

С декабря 1991 года посёлок находится в составе Климовской сельской администрации. Главой администрации с мая 1993 года до 21 октября 2010 года являлась Заслуженный работник культуры Чувашской Республики Ильина Ираида Васильевна.
В конце 1990-х годов на южной стороне посёлка был построен новый пруд, который пополняется за счёт вод, идущих от прилегающего леса (главным образом, весной, за счёт таяния снега).
На рубеже XX и XXI веков в посёлке большинство населения посёлка составляли пожилые люди. В Международный день пожилых людей проводятся мероприятия, чествующие престарелых жителей посёлка.
Утром 25 января 2000 года на разъезде близ посёлка произошла железнодорожная авария — сход цистерны с пропаном. Взрыва газа не было, обошлось без жертв.
С 1 января 2006 года посёлок определён в состав Климовского сельского поселения.
В этот период (после 1991 года) молодые жители стали уезжать из посёлка в связи с безработицей, и населённый пункт относился к «вымирающим». Другой причиной сокращения численности посёлка было отсутствие дороги. В сентябре 2008 года в рамках реализации Указа Президента Чувашской Республики от 21 августа 2006 года № 68 «О мерах по ускоренному завершению строительства сети автомобильных дорог Чувашской Республики» было завершено строительство участка автодороги «Алшихово—Хормалы—Андрюшево» с твёрдым покрытием до посёлков Мерезень и Алшихово. 20 сентября 2008 года автодорога, соединившая посёлок с автодорогами республики, была введена в эксплуатацию.
15 августа 2009 года алшиховцы отмечали 80-летие посёлка. В праздничных мероприятиях на импровизированной сцене близ ельника выступил ансамбль «Çавал» Чувашской государственной филармонии, жителей деревни поздравил уроженец посёлка — депутат Государственного Совета Чувашской Республики В. А. Ильин. Праздник был организован в рамках проведения в Ибресинском районе «Дней малых деревень».
Типичным для окрестностей деревни этого периода является упадок сельскохозяйственной деятельности колхоза «Красный фронтовик» — часть ранее используемого колхозного поля заросло бурьяном. Для этого периода также характерен переезд в деревню на постоянное место жительства городских жителей. В 2009 году в посёлке велось строительство двух новых домов (кирпичного и деревянного). По состоянию на 2009 год количество дворов в посёлке было 18. В 2010 году на основании законодательства России об организации и проведении торгов по продаже находящихся в муниципальной собственности земельных участков были проведены открытые аукционы по продаже двух земельных участков. Оба участка (№ 13 и 15а) были приобретены потомками бывшего жителя Алшихово — Кузнецова Тита.
В 2010 году на фасаде гаража дома № 1 впервые в истории посёлка была повешена табличка с названием единственной улицы, а на всех домах посёлка были размещены таблички с их номерами. В период массовых лесных пожаров в Чувашии в аномальную жару 2010 года Алшихово, расположенное в непосредственной близости от лесного массива, — в числе иных 8 населённых пунктов района — состояло на учёте как населённый пункт, подверженный лесным пожарам. В засушливое лето 2010 года — впервые в истории посёлка — обмелел северный пруд.
26 апреля 2014 года администрацией Климовского сельского поселения была организована посадка 10 тысяч саженцев сосны; частично будущая посадка была заложена около посёлка Алшихово.

## Население
| Численность жителей посёлка Алшихово по годам |      |      |      |      |      |      |      |      |      |             |      |      |      |           |
| 1939                                          | 1979 | 1989 | 1999 | 2002 | 2004 | 2005 | 2006 | 2007 | 2009 | 2010        | 2012 | 2013 | 2014 | 2015—2016 |
| 121                                           | ↘73  | ↘40  | ↘34  | ↘30  | ↗31  | ↗32  | ↘30  | ↘27  | ↘23  | ↗29, 31, 32 | ↗31  | ↘28  | ↗29  | ↘26       |

К 1939 году количество жителей деревни составило 121 человек (51 мужчин и 70 женщин). До конца 1970-х годов для деревни были характерны многодетные семьи. Большинство уроженцев деревни разъезжалось в разные концы СССР: в частности, в Алма-Ату, Москву, а также в населённые пункты Чувашии
К 1979 году число алшиховцев сократилось до 73 жителей: в посёлке проживало 30 лиц мужского пола и 43 — женского. В 1989 году в посёлке проживало 40 человек (18 мужчин и 22 женщины); в 2002 году — в оставшихся 13 жилых дворах проживало 30 человек (16 лиц мужского пола и 14 женского).
В 2004 году в посёлке проживал 31 человек (15 мужчин и 16 женщин); при этом треть жителей — пенсионного возраста. С 2002 по 2006 год в посёлке не родился ни один ребёнок. В 2008 году располагающуюся в соседнем селе Климовскую среднюю школу посещал один школьник. 11 октября 2010 года состоялась встреча жителей посёлка по пенсионным вопросам с выездной бригадой с Управления Пенсионного фонда Российской Федерации.
Количество постоянных жителей в посёлке на 15 августа 2009 года — 23 человека. Алшихово в основном состоит из взрослого и пожилого населения. Самому старшему представителю посёлка в 2009 году исполнилось 89 лет, самому младшему — 6 лет. К тому времени старожилы (по состоянию на 2009 год) — 84-летний ветеран Великой Отечественной войны Петров Геннадий Христофорович и 88-летняя ветеран труда Петрова Мария Ивановна — являлись супругами с 1947 года. 21 марта 2011 года в алшиховской семье родилась двойня, ставшая первой зарегистрированной в Ибресинском районе в 2011 году; впоследствии многодетная семья получила сертификат на бесплатное получение земельного участка в поселении.
На 1 января 2015 года в посёлке значились 18 мужчин и 8 женщин.
Жители посёлка по национальности чуваши (93 %) и русские (менее или равно 7 %), православного вероисповедания, являются прихожанами православного Храма Покрова Пресвятой Богородицы села Климово. В 2007 году жители посёлка приняли участие в сборе средств для приобретения колокола для церкви. Самыми распространёнными фамилиями в посёлке являются Ильины и Михеевы.

## Местное хозяйство

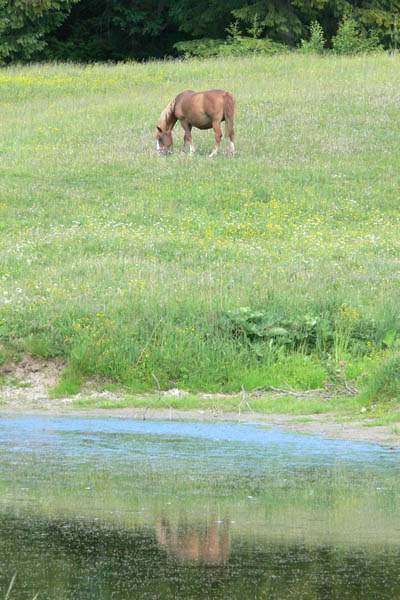
У заросшего пруда, около леса близ Алшихово (2006)

С момента образования деревни жители занимались различными видами сельскохозяйственной деятельности. В 1930-х годах в деревне было организовано производство кирпича, которое шло на личные нужды алшиховцев (на кладку печей). Для бытовых нужд в окрестностях посёлка традиционно извлекается песок и глина. Ведётся лесоразработка: заготовка дров, хвороста для печного отопления, а также древесины для хозяйственных построек.
Традиционными видами деятельности также считаются хлебопечение, маслоделие, птицеводство, скотоводство, коневодство, а также обслуживание железнодорожной станции «Разъезд 275 км» и железнодорожного участка «Канаш — Ибреси» Горьковской железной дороги. С начала 1990-х годов многие жители также работают в организациях посёлка Ибреси, Чебоксарах, а также в Москве.
В посёлке также традиционно развивается бортничество. Основной проблемой пчеловодства в деревне в 2000-х годах является запустение колхозных полей округи, ранее засевавшихся люцерной, а с упадком экономической деятельности колхозов заросшей бурьяном.
В частном приусадебном хозяйстве жители в основном заняты огородничеством, представленным такими культурами, как: картофель, свёкла обыкновенная, свёкла кормовая, капуста, подсолнечник, морковь, земляника садовая, топинамбур, помидоры, огурцы, хрен, лук, чеснок, укроп, щавель, тыква и другие виды. Насекомые, наносящие вред в огородничестве, главным образом представлены белянкой и колорадским жуком. Развито хмелеводство. Садоводство развивается различными сортами яблони, крыжовника, малины, смородины, сливы, винограда, тёрна и др.
Жители имеют возможность заготовлять лекарственные растения, грибы, лесные орехи (лещина), лесные и полевые ягоды, чагу, берёзовый сок. Популярны охота и рыболовство. Скотоводство представлено выращиванием крупного рогатого скота (коровы), овец. К 2000-м годам поголовье скота, выращиваемого в личных подворьях, в посёлке сократилось. Выпас скота жителями посёлка осуществляется поочерёдно — традиционно каждый двор дежурит ровно столько дней, сколько голов скота от двора представлено в стаде. Также разводят свиней и кроликов. Почти в каждом дворе — домашняя птица: гуси, утки, куры.
Источниками водоснабжения являются поверхностные и подземные воды. Имеющиеся колодцы обеспечивают жителей пресной водой. Подземные воды приурочены к отложениям четвертичного, юрского, мелового и пермского возраста.
На публичных слушаниях по рассмотрению проекта генерального плана Климовского сельского поселения 11 сентября 2008 года житель посёлка Алшихово С. Т. Кузнецов предложил запланировать земельные участки вдоль асфальтированной дороги с обеих сторон под индивидуальное жилищное строительство.
В каждом дворе — постройки для содержания скота (хлев) и птицы, а также для хранения сена и соломы для скота, кладовые для хранения зерна (овёс, пшеница, рожь и другие), дровницы; в саду — летние кухни (чуваш. — лаç), используемые для готовки еды в летнее время, а также для варки пива и изготовления вина.

## Связь и СМИ

Таксофон в посёлке

В 1995 году посёлок был телефонизирован. Доступна сотовая связь, обеспечиваемая операторами «Билайн», «МегаФон» и «МТС». На восточном конце деревни компанией «ВолгаТелеком» в 2008 году был установлен таксофон (к 2013 — демонтирован).
Установленные в домах радиоточки принимают передачи радиостанций «Радио России» и «Радио Чувашии». Доступны телевизионные передачи телеканалов: «Первый канал», «Россия», «Культура», НТВ, ТВ Центр. Население также использует эфирное телевидение, позволяющее принимать национальный телеканал компании ГТРК «Чувашия» на чувашском и русском языках.
Ближайшее отделение почтовой связи ФГУП «Почта России», обслуживающей жителей посёлка, находится в деревне Тойси-Паразуси. Основным источником информации о жизни района для жителей посёлка является районная газета «Çентерӳшĕн!» («За Победу!»).
По данным портала comobzor.ru, в посёлке осуществляется эфирное вещание пяти аналоговых каналов, четырёx радиовещательных каналов. Кабельное вещание отсутствует. Максимальная скорость доступа в интернет 118, минимальная — 64[чего?]. Пункты коллективного доступа в интернет отсутствуют. Посёлок покрыт мобильными сетями GSM двух операторов связи. Фиксированная телефонная связь представлена 11 компаниями. Таксофоны отсутствуют (2015).

## Социально-бытовое обслуживание
Ближайшие предприятия торговли, представленные магазинами потребительской кооперации и индивидуальных предпринимателей, расположены в селе Климово. Там же находятся обслуживающие жителей посёлка дом культуры, библиотека, отделения «Сбербанка России» и «Росгосстраха». Медицинское обслуживание жителей посёлка обеспечивают фельдшерско-акушерский пункт в селе Климово, Новочурашевская участковая больница и Ибресинская центральная районная больница.
В 2004 году закрытым акционерным обществом «Волгогазстрой» в посёлок проведён подземный газопровод низкого давления. Газ используется в целях отопления жилых домов. В каждом доме также дополнительно имеются печи.
Электроснабжение осуществляется от системы предприятия «Чувашэнерго» через опорные подстанции «Рассвет» и «Ибреси».
Пожарная безопасность с 2006 года также поддерживается жителем посёлка, входящим в состав дружины добровольной пожарной охраны Климовского сельского поселения. В посёлке предусмотрен подворный обход по противопожарной безопасности. 26 марта 2011 года Главное управление МЧС России по Чувашской Республике внесло Алшихово в «чёрный список» из четырёх населённых пунктов Чувашии, не готовых к началу пожароопасного периода. Основанием для включения деревни в данный список явились «отсутствие минерализованной полосы и дороги с твердым покрытием». 1 июня 2011 года на территории посёлка был введён «особый противопожарный режим <…> с дополнительными требованиями пожарной безопасности», в соответствии с которым, в частности, было решено создать минерализованные полосы, «ограничить доступ населения в лесные массивы на период пожароопасного сезона» и «принять меры по созданию муниципальной, добровольной пожарной охраны».
Жители посёлка имеют возможность проводить спортивные мероприятия. В центре посёлка в 2009 году была организована площадка для волейбола.
На западном конце посёлка построена автостоянка. Работы по очистке дороги в Алшихово от снега в целях обеспечения беспрепятственного проезда пожарной техники и скорой помощи осуществляются при помощи специальной техники Муниципального предприятия «ДЕЗ ЖКХ Ибресинского района» (2010).
Для захоронения умерших алшиховцы, как правило, используют кладбище, расположенное у северного пруда села Климово (так называемый «Кладбищенский пруд», чув. Масар пĕви).

## Транспорт
Во второй половине 2000-х годов к завершающей стадии подошло строительство дороги до посёлка с твёрдым покрытием, начатой в 1990-х. Уже в 2006 году для строительства в полном объёме был завезён щебень. В 2008 году автомобильная дорога V категории с твёрдым покрытием — ответвление от шоссейной дороги от села Климово к близлежащей Мерезени (часть автомобильной дороги «Алшихово—Хормалы—Андрюшево») — была проложена до западного края посёлка, и строительство было окончено. Дорога по единственной улице посёлка грунтовая. Некоторые жители посёлка, кроме легковых автомобилей, имеют в собственности грузовые автомобили. Традиционно жители также пользуются велосипедами.
Автобусное сообщение до посёлка отсутствует. В 2008 году было объявлено, что с началом учебного года для перевозки обучающихся из посёлка Алшихово будет открыт маршрут движения автобуса Климовской средней школы. Возможен вызов такси.
Алшихово — путейский посёлок: в лесу в 600 метрах от посёлка находится «железнодорожная станция Разъезд 275 км» Горьковской железной дороги РЖД с перроном — остановка пассажирских пригородных поездов, курсирующих между городами Канаш и Алатырь. В 2011 году курсировали 9 пригородных поездов в сутки (поезда № 6390—6398), делающие остановку на «Разъезде 275 км», — 4 поезда в сторону Алатыря и 5 — в сторону Канаша; по состоянию на 2013 год — по 2 поезда. Со второй половины 2000-х годов курсируют рельсовые автобусы РА2.
|                                                                                  |  |                                                                                      |  |                                                                                             |
| Дорожный указатель к Алшихово на перекрёстке у соседнего посёлка Мерезень (2009) |  | Рельсовый автобус РА2 на близлежащей железнодорожной станции «Разъезд 275 км» (2010) |  | Вид на дорогу с твёрдым покрытием, проходящую по полю от Алшихово в сторону Мерезени (2010) |

## Образование
В 1930-х годах школьники Николай Печников и Милиция Микишова организовали в одном из пустующих домов деревни обучение письму и чтению для взрослых алшиховцев.
Дети из деревни Алшихово посещали школы, расположенные в близлежащих населённых пунктах. В частности, образование алшиховцы получали в селе Новое Чурашево, в которой с 1931 года существовала школа сельской молодежи (с 1953 года — средняя школа), в которую ходили из 12 окрестных деревень. С 1948 года начальное образование алшиховцы могли получать в школе, образованной в близлежащей деревне Мерезень. Среднее образование жители посёлка главным образом получали в школе, расположенной в соседнем селе Климово, где для школьников отдалённых населённых пунктов до начала 2000-х существовало также общежитие-интернат. До 1992 года в Климовской школе обучали только до 8 класса; с 9 по 11 класс школьники из посёлка Алшихово ходили в Тойсипаразусинскую школу, расположенной в восьми километрах, либо в Среднетатмышскую школу Канашского района.
С 1956 года жители посёлка пользуются библиотекой, расположенной в Климовском сельском Доме культуры. Согласно информации, представленной на официальном сайте Центральной библиотеки Ибресинского городского поселения, в Алшихово «открыт передвижной пункт выдачи литературы» Климовской поселенческой библиотеки.
В ходе проведения мероприятий по организации волонтёрского движения по обучению населения Климовского сельского поселения компьютерной грамотности (конец 2009) было выяснено, что в посёлке у граждан имеется 1 компьютер.

## Архитектура посёлка
Большинство жилых домов посёлка деревянные, некоторые из которых были построены более полувека назад. Имеются дома кирпичные. Ряд деревянных домов из бруса облицованы кирпичом.
Дворы имеют П-образную планировку. Большинство дворов имеют деревянные ворота, некоторые металлические. Сады примыкают к фасаду жилых домов и огорожены заборами. Земельные участки жителей огорожены только по периметру посёлка (между участками разных хозяев заборы отсутствуют). Во дворах — бани. Некоторые жители имеют гаражи. Лицевые фасады всех жилых домов выходят в сады. Перед каждым домом — скамейка.
В посёлке одна улица — Лесная, — названная по расположенному вблизи населённого пункта западного массива леса Шихранского лесничества.
|                                                                    |  |                                                           |  |                                                         |
| Деревянный дом 1963 года постройки и сруб для будущего дома (2009) |  | Гараж постройки до 1980 с табличкой названия улицы (2010) |  | Строящийся двухэтажный дом со встроенным гаражом (2010) |

## Галерея
|                                          |  |                                             |  |                               |
| Засыхающий летом 2010 года северный пруд |  | Вид алшиховского леса около северного пруда |  | Муравейник в алшиховском лесу |

## Комментарии
1. ↑  Информация по состоянию на 19 ноября 2016 года
2. ↑  Название речки приведено согласно источникам: Проект Генерального плана Климовского сельского поселения. gov.cap.ru. Дата обращения: 14 декабря 2019. Архивировано 1 октября 2015 года. и Публичной кадастровой карте. В источнике: О. В. Морозова, З. А. Трифонова. Алшихово / Чувашская энциклопедия: в 4 т. — Чебоксары: Чуваш. кн. издательство, 2006. — Т. 1: А — Е. 590 с., ил. — С. 90. — данная река ошибочно названа Кошлаушкой, в действительности являющейся притоком речки Шурлахвар
3. ↑  По преданиям, Татмышская округа объединяла земли 12 чувашских деревень, составляющих одну сложную общину государственных крестьян, в том числе земли современных населённых пунктов — села Ачакасы, деревень Новые Ачакасы, Елмачи, Средние Татмыши, Нижние Татмыши, Богурданы, части села Янгличи (т. н. Татмыш-Якутли или Третьи Татмыши), а также земли современных деревень Новые Шорданы, Молния, Алшихово
4. ↑  Название «Ибресинский уезд» в документах уездных органов и органов Чувашской АО до 5 марта 1923 года использовалось в отношении Батыревского уезда: название «Батыревский уезд» неофициально использовалось с 22 июня 1921 года и официально с 20 февраля 1922 года; фактически это название начало использоваться с 6 марта 1923 года до упразднения уезда 1 октября 1927 года
5. ↑  До 1935 года деревня носила название Разъезд 275 км, позднее это название закрепилось за открытым в 1940 году разъездом
6. ↑  Будущий председатель Ибресинского райисполкома (март — ноябрь 1938)
7. ↑  Сельскохозяйственная артель (колхоз) «Молния» была создана на базе товарищества по совместной обработке земли (ТОЗ) «Молния». Товарищество было первой артелью на территории Ибресинского района. ТОЗ принадлежал к числу передовых по республике. На ферме товарищества выращивали племенных быков, молочное стадо. Доярки артели в 1930-х годах были участниками Всесоюзной сельскохозяйственной выставки. Центральная усадьба колхоза располагалась в деревне Молния, основанной в 1922 году
8. ↑  После публикации постановления ЦК ВКП(б) от 14 марта 1930 года «О борьбе с искривлениями партлинии в колхозном движении»
9. ↑  С 15 июля 1929 года по 5 декабря 1936 года входившей в состав Нижегородского (с 7 октября 1932 года — Горьковского) края.
10. ↑  Здание, в котором ранее размещались правление и клуб алшиховского колхоза, было перевезено в село Климово, и в нём был организован медпункт. В настоящее время (2010) это здание по прежнему расположено напротив климовского магазина райпо
11. ↑  Погиб при попытке частей 43-й армии пробить «коридор» для выхода из окружения частей 33-й армии генерал-лейтенанта М. Г. Ефремова (март 1942).
12. ↑  С 2009 года параллельно с колхозом на территории Климовского сельского поселения существует одноимённое общество с ограниченной ответственностью, ранее имевшее название Общество с ограниченной ответственностью «Благополучие», и имевшее место регистрации г. Новочебоксарск
13. ↑  с 1961 по 1 июля 2010 года относился к Казанскому отделению Горьковской железной дороги МПС СССР/МПС РФ/ОАО «РЖД»

## Приложение
| №  | Период                            |                                   |                   |                      |                               |                      |      |
| -- | --------------------------------- | --------------------------------- | ----------------- | -------------------- | ----------------------------- | -------------------- | ---- |
| 1  | август 1928 – 29 августа 1931     |                                   | Ибресинский район | Чувашская АССР       | Нижегородский край            | РСФСР                | СССР |
| 2  | 29 августа 1931 – 7 октября 1932  | Климовский сельский совет         | Ибресинский район | Чувашская АССР       | Нижегородский край            | РСФСР                | СССР |
| 3  | 7 октября 1932 – 5 декабря 1936   | Климовский сельский совет         | Ибресинский район | Чувашская АССР       | Горьковский край              | РСФСР                | СССР |
| 4  | 5 декабря 1936 – 20 декабря 1962  | Климовский сельский совет         | Ибресинский район | Чувашская АССР       |                               | РСФСР                | СССР |
| 5  | 20 декабря 1962 – 14 марта 1965   | Климовский сельский совет         | Канашский район   | Чувашская АССР       |                               | РСФСР                | СССР |
| 6  | 14 марта 1965 – 24 октября 1990   | Климовский сельский совет         | Ибресинский район | Чувашская АССР       |                               | РСФСР                | СССР |
| 7  | 24 октября 1990 – 25 декабря 1991 | Климовский сельский совет         | Ибресинский район | Чувашская ССР        |                               | РСФСР                | СССР |
| 8  | 25 декабря 1991 – 26 декабря 1991 | Климовская сельская администрация | Ибресинский район | Чувашская ССР        |                               | Российская Федерация | СССР |
| 10 | 26 декабря 1991 – 13 февраля 1992 | Климовская сельская администрация | Ибресинский район | Чувашская ССР        |                               | Российская Федерация |      |
| 11 | 13 февраля 1992 – 1 января 2006   | Климовская сельская администрация | Ибресинский район | Чувашская Республика |                               | Российская Федерация |      |
| 12 | 1 января 2006 – 18 мая 2008       | Климовское сельское поселение     | Ибресинский район | Чувашская Республика |                               | Российская Федерация |      |
| 13 | 18 мая 2008 – настоящее время     | Климовское сельское поселение     | Ибресинский район | Чувашская Республика | Приволжский федеральный округ | Российская Федерация |      |